# 거중선

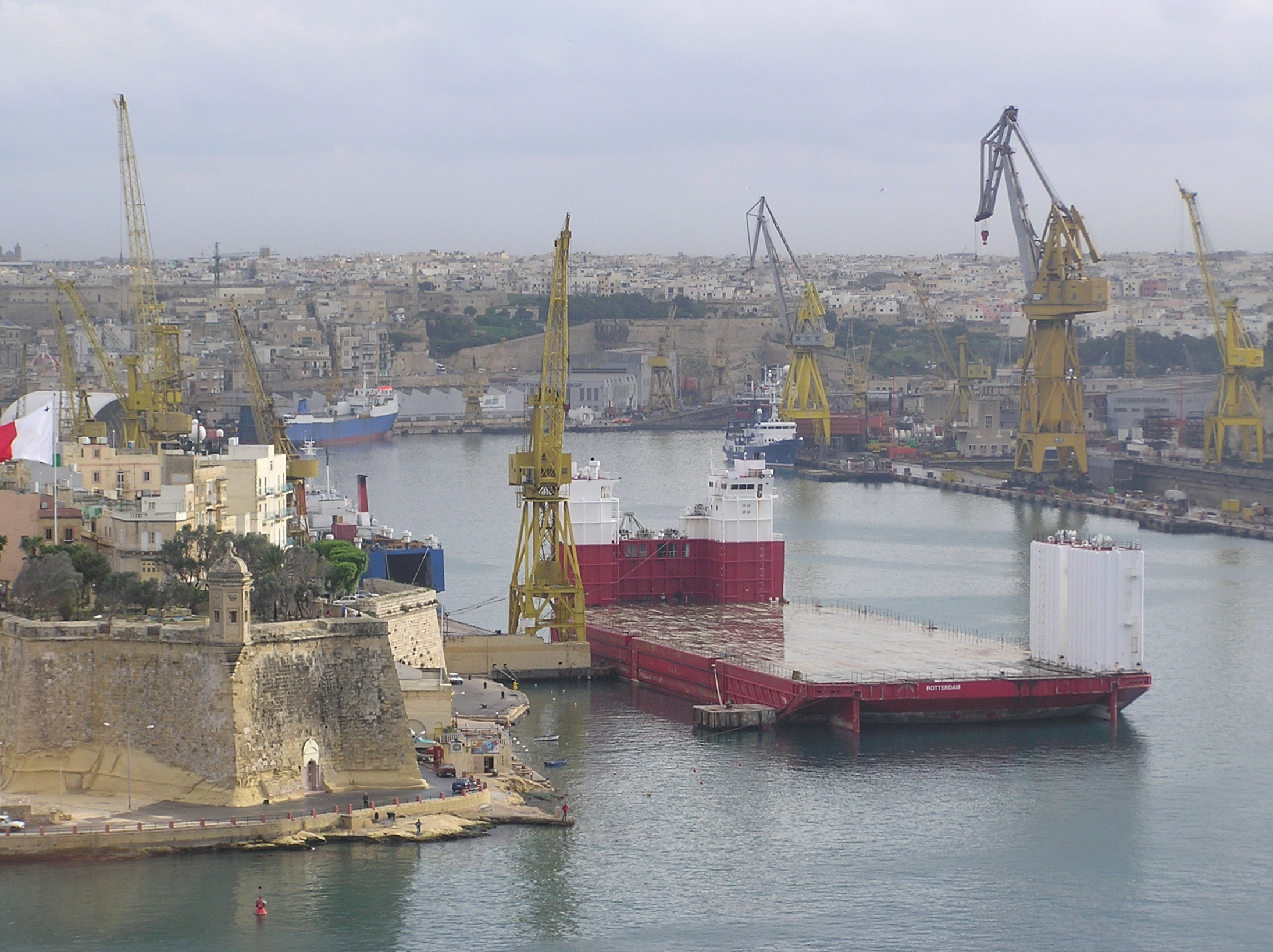
몰타 발레타 항의 반잠수형 거중선

거중선(擧重船 영어: heavy lift ship)이란 일반장비의 배로 옮기지 못하는 대형화물을 옮기는 배를 말한다. 거중선에는 두 종류가 있다. 반잠수형(semi-submersible) 거중선은 다른 배를 물 밖으로 끄집어 내거나 옮길 수 있으며, 장비가 불충분한 항구에 미비한 설비를 보강할 수 있다.